# کالکتین کبدی ۱
کالکتین کبدی ۱ (انگلیسی: Collectin liver 1) نوعی کالکتین است که از لحاظ ساختاری به لکتین متصل‌شونده به مانان (MBL) شباهت دارد.
پژوهش‌ها نشان می‌دهد که این مولکول در واقع، نوعی پروتئین سرمی است.